# (79087) Scheidt
(79087) Scheidt est un astéroïde de la ceinture principale.

## Description
(79087) Scheidt est un astéroïde de la ceinture principale. Il fut découvert le 17 octobre 1977 à Tautenburg par Freimut Börngen. Il présente une orbite caractérisée par un demi-grand axe de 2,58 UA, une excentricité de 0,20 et une inclinaison de 12,8° par rapport à l'écliptique.
L'astéroïde est nommé en l'honneur de l'organiste et compositeur Samuel Scheidt (1587–1654).

## Compléments